# بریویو
بریویو (به ایتالیایی: Brivio) یک کومونه در ایتالیا است که در استان لکو واقع شده‌است.

## خصوصیات
بریویو ۷ کیلومترمربع مساحت و ۴٬۱۱۵ نفر جمعیت دارد و ۲۰۸ متر بالاتر از سطح دریا واقع شده‌است.